# Дело Сакко и Ванцетти

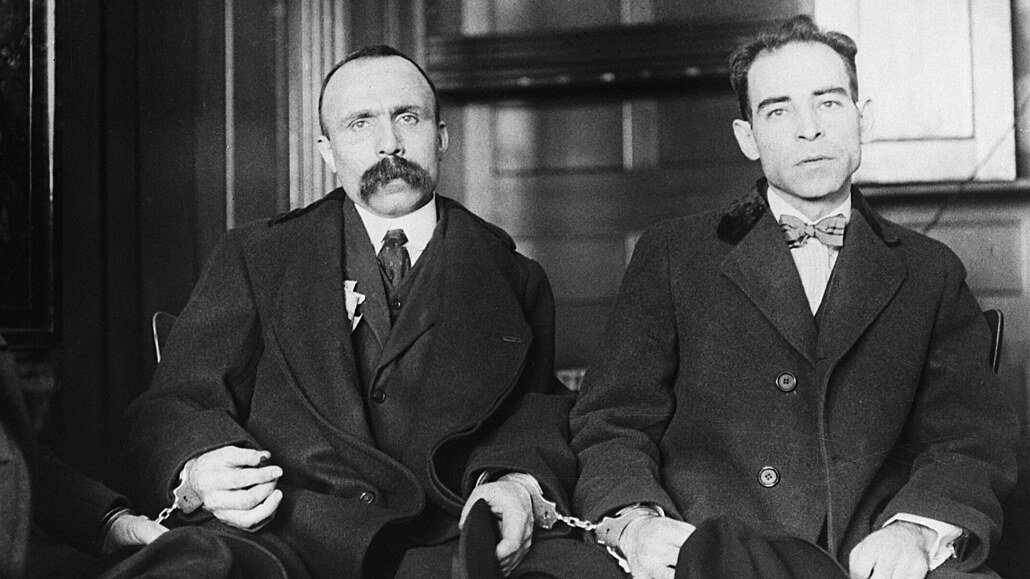
Бартоломео Ванцетти и Никола Сакко, скованные наручниками

Нико́ла Са́кко (итал. Ferdinando Nicola Sacco; 22 апреля 1891 — 23 августа 1927) и Бартоломе́о Ванце́тти (итал. Bartolomeo Vanzetti; 11 июня 1888 — 23 августа 1927) — участники движения за права рабочих, рабочие-анархисты. Выходцы из Италии, проживавшие в США.
Никола Сакко прибыл в США в возрасте 17 лет и долгие годы проработал закройщиком на обувной фабрике. Бартоломео Ванцетти родился 11 июня 1888 в крестьянской семье в Пьемонте и прибыл в США в возрасте 13 лет. Сначала он был мальчиком на побегушках в булочных, потом — чернорабочим в каменоломнях. В последнее время постоянной работы не имел и занимался продажей рыбы.
Оба стали широко известны, после того как в 1920 году в США им было предъявлено обвинение в убийстве кассира и двух охранников обувной фабрики в городе Саут-Брейнтри. На судебных процессах, проходивших в Плимуте 14 июля 1921 года, суд присяжных вынес вердикт о виновности Сакко и Ванцетти и приговорил их к смертной казни. Все ходатайства были отклонены судебными органами штата Массачусетс. Сакко и Ванцетти казнили на электрическом стуле 23 августа 1927 года. Процесс и последовавшие за ним попытки добиться пересмотра дела вызвали широкий резонанс в мире. Многие люди были уверены в невиновности казнённых, и этот процесс стал для них символом беззакония и политических репрессий.

## События, предшествовавшие аресту

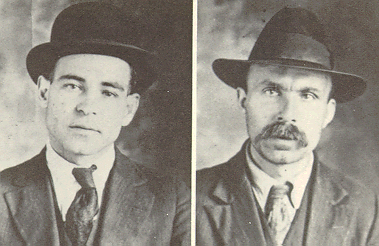
Никола Сакко (слева) и Бартоломео Ванцетти (справа)

В 1917—1920 годах США были охвачены многочисленными забастовками. Правительство требовало от полиции жесткого подавления рабочего движения. В ходе разгона одного из митингов задержали 38-летнего итальянца Андреа Сальседо. Через несколько дней труп Сальседо обнаружили возле полицейского участка, который располагался в многоэтажном доме. По одной из версий потерпевшего вытолкнули полицейские из окна 7-го этажа, по другой — он выбросился сам, не в силах больше терпеть издевательства полицейских.
Известие о смерти Сальседо вызвало волну возмущения среди рабочих. Во главе кампании по расследованию причин смерти Сальседо стали Сакко и Ванцетти. Они энергично взялись за расследование и им удалось якобы добыть какие-то доказательства, что Сальседо был замучен по указанию властей штата и в этом деле был замешан губернатор Фуллер.
Сакко и Ванцетти арестовали в начале мая 1920 года накануне митинга в Бостоне, на котором Ванцетти должен был выступить с разоблачением полиции, замучившей итальянца-эмигранта Сальседо, и обвинены в убийстве кассиров обувной фабрики.

## Преступления, инкриминированные обвиняемым
Первое нападение: Бриджуотер — небольшой городок в штате Массачусетс (США). В среду 24 декабря 1919 года по его улицам ехал грузовик. За его рулем сидел Эрл Грейвс. Рядом с ним — констебль Бенджамин Боуль, в кузове — кассир фабрики Альфред Кокс. Эти люди везли зарплату на обувную фабрику. Неожиданно дорогу им преградил автомобиль с зашторенными окнами. Из него выскочили трое мужчин. Один из них, с чёрными усами и в чёрном пальто, был вооружен карабином, двое других держали в руках пистолеты. Завязалась перестрелка — получив отпор, нападавшие вскочили в свою машину и скрылись. Полиция опросила свидетелей происшествия. Грейвс, шофёр грузовика, видевший нападавших достаточно близко, заявил: это были итальянцы. Возникли разногласия по поводу марки машины. Некоторые говорили, что марка машины «хадсон», другие — что «бьюик». Месяцем ранее неподалёку в Нидеме была угнана машина марки «бьюик». Шеф полиции Стюарт предположил, что это не просто совпадение. К тому же он имел информацию от осведомителя, который утверждал, что покушение совершили некие итальянцы, которые скрывались в полуразрушенном доме неподалёку от Бриджуотера. Там они оставили свою машину и вернулись в город трамваем. Про эту деталь Стюарт тотчас забыл. Но через несколько месяцев, в апреле, он про это вспомнит. Потому что 15 апреля 1920 года произошло событие, намного более серьёзное, нежели покушение в Бриджуотере.
Второе нападение: в тот день, около 3 часов пополудни, произошло вооруженное нападение на кассира обувной фабрики Слейтера и Морриля, расположенной в Саут-Брейнтри. Застрелив кассира и его телохранителя и завладев металлическим чемоданчиком с деньгами, двое нападавших вскочили в дожидавшуюся их машину и на полной скорости подъехали к железнодорожному переезду. Смотритель только что опустил шлагбаум: он ждал поезда. Один из нападавших направил револьвер в сторону смотрителя и закричал: «Быстро поднимай шлагбаум!» Смотритель подчинился. Машина проехала переезд и скрылась в направлении Броктона.
Это нападение легло в основу «дела Сакко-Ванцетти».

## Следствие и суд
В процессе расследования полиция допросила около 50 человек. Показания свидетелей значительно расходились. Одни говорили, что машина была чёрной, другие — зелёной, кто-то утверждал, что она была чистая и сверкающая, кто-то — покрытая грязью. Некоторые сообщали, что машин было две. Также нечётко описывали бандитов — то ли они были брюнеты, то ли блондины, то ли в шляпах, то ли без. Изучив и сопоставив все показания, полиция пришла к выводу, что нападавших было, скорее всего, пятеро, двое из них стояли на улице, а трое ждали в машине.
Поскольку показания свидетелей указывали на итальянскую национальность грабителей, полиция проверяла, в первую очередь, итальянцев. По подозрению в убийстве были арестованы участники рабочего движения, анархисты Никола Сакко и Бартоломео Ванцетти. При обыске у Сакко было обнаружено огнестрельное оружие, а у Ванцетти — несколько пуль 32-го калибра в кармане — это единственное, что было конкретно против них у полиции на момент ареста. При этом при задержании они заявили, что оружия у них нет. Эта ложь будет дорого стоить обвиняемым в суде.
По делу о первом эпизоде был привлечён только Ванцетти. Судебное слушание по делу состоялось в Плимуте 22 июня 1920 года. Вёл процесс судья Тэйер, обвинителем выступал прокурор Кацман. Показания свидетелей обвинения были весьма противоречивы. Так, например, одна из свидетельниц утверждала, что видела Ванцетти за рулём автомобиля преступников, в то время как он вообще не умел водить машину. Констебль, на следствии твёрдо опознавший Ванцетти, первоначально описывал его совершенно иначе и, к тому же, указал совершенно другую марку машины преступников (в показаниях на суде марка машины изменилась на ту, которую нашла в лесу полиция). Торговец газетами заявил, что узнал Ванцетти по «манере бегать», которая показалась ему «иностранной», причём на вопрос адвоката, в чём конкретно свидетель видит различия в беге американца и иностранца, ответить не смог. Судья признал убедительным доказательством то, что в сточной канаве рядом с найденной машиной обнаружены револьверные гильзы того же калибра, что и пули, изъятые у Ванцетти, хотя полиция не установила, как и когда попали эти гильзы в канаву и имеют ли они отношение к делу, ведь речь шла об одном из самых распространённых в США калибров — .32. Наконец, Ванцетти вначале представил алиби, которое оказалось ложным. Когда позже он заявил о новом алиби, подтверждённом свидетелем, убывшим в Италию, это уже не вызвало у присяжных и судьи доверия. Обвинение снято не было. Напротив, поскольку все свидетели по всем эпизодам также были итальянцами, был сделан вывод, что они просто выгораживают «своих». В качестве мотива преступления прокурор назвал попытку добыть деньги на организацию беспорядков и свержение власти, к чему, по его мнению, стремятся все анархисты. Несмотря на явные противоречия в показаниях свидетелей обвинения, Ванцетти был признан виновным и приговорён к 14 годам тюремного заключения.
Друзья Ванцетти для обжалования приговора пригласили адвоката Фреда Мура. Именно Мур способствовал широкому распространению информации об этом деле. С его подачи дело, по второму эпизоду которого привлекли ещё и Сакко, стало общенационально известным. Упирая на отсутствие прямых улик и фактический отказ суда принимать во внимание показания соотечественников подсудимого, Мур представил Ванцетти как жертву полицейского и судебного произвола, человека, пострадавшего за свои политические убеждения и ставшего жертвой предубеждённого отношения американцев к новым иммигрантам. В газетах выходили статьи в защиту Ванцетти, на улицах собирались митинги в его поддержку.
Процесс, рассматривавший второй из эпизодов, начался 31 мая 1921 года и продолжался до 14 июля, с теми же судьёй и прокурором. Снова повторилось то же самое, что было на первом процессе: свидетели обвинения путались, их показания расходились с теми, что были даны на следствии. Прокурору удалось уличить Сакко в неверных показаниях — на следствии тот утверждал, что в день преступления находился на работе, но это было легко опровергнуто. Однако Сакко заявил, что ходил в консульство для оформления документов, что было подтверждено свидетелями. Множество свидетелей также подтвердили, что в день преступления покупали рыбу у Ванцетти, то есть он также находился далеко от места преступления. Алиби обоих подсудимых выглядело неоспоримым, однако тот факт, что все свидетели защиты были итальянцами и многие из них — анархистами, дало присяжным повод проигнорировать их показания. Решающим доводом обвинения опять стали пули, гильзы и оружие: кольт .32 калибра, изъятый у Сакко, соответствующий пулям, оставшимся на месте преступления, хотя доказать, что грабители стреляли именно из него, полиции так и не удалось — баллистические данные продаваемого оружия тогда не сохраняли.
Несмотря на все нестыковки, после шести недель рассмотрения дела был вынесен обвинительный приговор. Обоих обвиняемых приговорили к смертной казни.

## Последующие события
Приговор, вынесенный Сакко и Ванцетти, выглядел настолько очевидно неправосудным, что вызвал резонанс не только в США, но и во всём мире. Организовывались комитеты в защиту осуждённых. Защита требовала пересмотра дела, предоставляя всё новых свидетелей невиновности осуждённых. Наконец в 1923 году некто Селестино Мадейрос, задержанный американской полицией совсем по другому делу, признался, что участвовал в ограблении в Саут-Брейнтри, и твёрдо показал, что среди участников банды ни Сакко, ни Ванцетти не было. Несмотря даже на это, в пересмотре дела было отказано. В 1927 году защита Сакко и Ванцетти подала в Верховный суд США прошение об отстранении судьи Тэйера, но 5 апреля того же года оно было отклонено, а 9 апреля приговор был окончательно подтверждён.
Анархисты призывали своих сторонников к мятежу. В Бостоне, Нью-Йорке, Лондоне и Берлине происходили стычки демонстраций в защиту рабочих с полицией. 8 августа французские профсоюзы объявили суточную забастовку в знак протеста. Демонстрации протеста проходили на Уолл-стрит, в Копенгагене, Осло, Москве, Йоханнесбурге, Санта-Фе, Монтевидео, Мехико. Губернатору Фуллеру, который мог своим решением помиловать приговорённых, были отправлены миллионы телеграмм. 8 августа манифестанты попытались взять приступом тюрьму Чарльстоуна, для их разгона были вызваны морские пехотинцы. Телеграммы с просьбой о помиловании прислали Эйнштейн и Хансен. Было несколько взрывов бомб. Отец Сакко обращался с просьбой о помощи к Муссолини. Папа римский Пий XI высказался о необходимости помилования Сакко и Ванцетти.
Несмотря на все выступления, приговор был оставлен без изменений и в ночь с 22 на 23 августа 1927 года Сакко, Ванцетти, а вместе с ними и Мадейрос, признавшийся в участии в преступлении, были казнены на электрическом стуле.

## Казнь и похороны
22 августа 1927 года защитники Сакко и Ванцетти делали отчаянные попытки приостановить приведение приговора в исполнение. Глава Верховного суда США Тафт отказался от вмешательства в это дело. Губернатор Фуллер не обращал никакого внимания на постоянные ходатайства и протесты. Полиция Бостона беспощадно разгоняла всякие демонстрации. Комитет защиты Сакко и Ванцетти призвал к объявлению всемирной забастовки протеста.
Вечером 22 августа для прощания к Сакко была допущена жена, а к Ванцетти — сестра Луидзе, несколькими днями ранее прибывшая в США из Италии. С сыном Данте Сакко попрощался ранее — 18 августа, когда ему было разрешено свидание на один час.
Первым был казнен Сакко — в 00 часов 19 минут 23 августа. Находясь на электрическом стуле, он воскликнул: «Да здравствует анархия! Прощайте, жена, дети и все мои друзья!». Ванцетти был казнен в 00 часов 26 минут. Последние его слова были: «Я невиновен, никогда не совершал никакого преступления. Спасибо за всё, что вы сделали для меня. Прощаю этим людям то, что они делают сейчас» (португалец Мадейрос был казнен на несколько минут раньше Сакко).
23 августа комитет спасения Сакко и Ванцетти опубликовал их прощальное письмо, написанное перед казнью: «То, что мы оказались побеждены и должны умереть, не уменьшает нашего чувства признательности и благодарности вам. Друзья и товарищи! Теперь, когда трагедия кончилась, продолжайте быть едины сердцем. Умрут ведь лишь двое. Наш идеал будет жить в вас — наших товарищах и миллионах людей. Мы победили, мы не побеждены. Ценность наших страданий и горя, наших ошибок и поражений заключается в том, что они вдохнули энергию, необходимую для будущих боёв и для осуществления великого дела освобождения. Привет вам — друзья и товарищи во всем мире».
Также Ванцетти написал короткое письмо сыну Сакко — Данте: «Твой отец не преступник, а один из отважнейших людей в мире. Твой отец пожертвовал всем дорогим и святым человеческому сердцу во имя веры в свободу и правосудие для всех».
Прощание с телами Сакко и Ванцетти и их похороны состоялись в итальянском рабочем квартале Бостона 28 августа 1927 года. Отдать последнюю дань покойным пришли тысячи рабочих, комната утопала в венках от различных рабочих организаций. Погребальная процессия прошла по улицам Бостона к крематорию. Прах Сакко остался в Бостоне, а Ванцетти — 29 августа отправлен в Нью-Йорк.
Владельцы всех публичных помещений Бостона отказались предоставить их для рабочего траурного митинга, поэтому он прошёл под открытым небом. Секретарь комитета защиты Сакко и Ванцетти был позже приговорен судом к 1 году заключения за речь, произнесенную над прахом казненных.
29 августа в одном из рабочих кварталов Нью-Йорка, где были выставлены для прощания фото и посмертные маски, снятые с Сакко и Ванцетти, побывали тысячи рабочих. У фото и посмертных масок был выставлен почетный караул рабочих в красных рубашках.
Митинги протеста и забастовки прошли во многих городах мира — Берлине, Женеве, Париже, Лондоне, Брюсселе, Буэнос-Айресе. Генеральный совет Австралийских профсоюзов в знак протеста против казни Сакко и Ванцетти объявил бойкот американским товарам в Австралии.

## Позднейшие исследования обстоятельств дела
Независимо от того, были ли оба приговорённых виновны, совершенно очевидно, что следствие и суд их виновности не доказали. Впоследствии неоднократно поднимался вопрос о том, не были ли в действительности приговорённые виновны?
Американский писатель Френсис Рассел, тщательно изучивший все обстоятельства дела в процессе подготовки к написанию своей книги о Сакко и Ванцетти, сделал вывод, что Ванцетти совершенно точно был невиновен, в то время как в отношении невиновности Сакко он высказал сомнения. Рассел привёл слова Карло Треска, лидера итальянских анархистов: «Сакко был виновен, но Ванцетти — нет». Кроме того, 11 октября 1961 года Джек Веллер и Фрэнк Джури с помощью более современных методов исследования провели экспертизу пуль с места преступления и оружия. Результат экспертизы: пуля, которой был убит один из кассиров в Саут-Брейнтри, была выпущена из пистолета, изъятого полицией у Сакко. Если исключить подмену оружия полицией (а она действительно маловероятна), то приходится признать, что Сакко действительно принимал участие в нападении и виновен в том, в чём его обвиняли.
Рассел установил, что защита в период второго процесса ходатайствовала о разделении дел обвиняемых. Если бы такое разделение произошло, возможно, удалось бы добиться хотя бы оправдания Ванцетти. Но от разделения категорически отказался сам Ванцетти, не пожелав бросить друга.
23 августа 1977 года, ровно через пятьдесят лет после их казни, губернатор Массачусетса Майкл Дукакис издал официальное заявление о том, что с Сакко и Ванцетти обошлись несправедливо и что «пора окончательно очистить их имена от позора». Он обвинил участвовавших в судебном процессе в «предубеждении к иностранцам и враждебности к неортодоксальным политическим взглядам». Назвав день 23 августа «Днём памяти Сакко и Ванцетти», Дукакис призвал задуматься об их судьбе всех граждан, «кому дороги принципы терпимости, справедливости и гуманизма, кто уважает истину и сохраняет верность высоким идеалам американской нации».
В 2005 году было опубликовано письмо известного американского писателя-социалиста Эптона Синклера, поддерживавшего Сакко и Ванцетти — автора романа «Бостон» (1928), в котором он ярко представляет государственное обвинение сфабрикованным и придаёт делу мощный политический контекст и эмоциональную окраску. Из письма следовало, что он не верил в невиновность Сакко и Ванцетти прямо в процессе написания романа, но не мог его не писать, так как находился под влиянием со стороны комитета защиты.
В письме юристу Джону Бердсли Синклер пишет, что находился под влиянием пропаганды защиты, однако, несмотря на это, ряд нестыковок в показаниях свидетелей защиты вызвал у него подозрения в невиновности и искренности обвиняемых, а также главных свидетелей защиты, чему потом и были получены доказательства при разговоре один на один с адвокатом подсудимых — Фредом Муром (Fred Moore). В номере отеля Синклер требовал раскрыть ему правду, и неожиданно Мур произнёс: «Сначала скажи, что ты узнал». Синклер решил «играть на полную» и сказал, что знает, что подсудимые в действительности виновны. Мур ответил: «Раз уж ты знаешь всю историю, нет смысла дальше это скрывать». В ходе разговора он признал, что они виновны, и рассказал Синклеру, как фабриковал алиби для них. Также он рассказал о большой группе анархо-террористов, поддерживающих процесс различными материальным средствами, и также о том, что все эти практики были хорошо известны влиятельным социалистам — Элизабет Герли Флинн (Elizabeth Gurley Flynn) и Карло Треске (Carlo Tresca). Это сильно встревожило Синклера. Он телеграфировал своему издателю, что больше не может писать книгу о деле и решил отказаться от написания своего романа. Однако уже на пути обратно в Лос-Анджелес Синклер передумал, анализируя некоторые факты о Муре — в частности, употребление им наркотиков. Сыграл роль также тот факт, что лично Сакко и Ванцетти в своей виновности адвокату не признавались. То есть свидетельства из первых уст о виновности подсудимых всё же не было, но было свидетельство из первых уст о фабрикации алиби. Он позднее решил изменить описание процесса, сделав его ближе к действительному, и связался с Флойдом Деллом (Floyd Dell; известный американский писатель и журналист), чтобы проконсультироваться с ним, а также показать ему то, что успел написать. Делл одобрил написанное, но произошла утечка по всему комитету защиты, среди которого распространилась паника, и Синклер получил большое количество разгневанных телеграмм и писем. Позднее Синклер, находясь в поисках истины, получил свидетельства причастности Ванцетти к разбою и до дела.

## Интерес к делу Сакко и Ванцетти в СССР

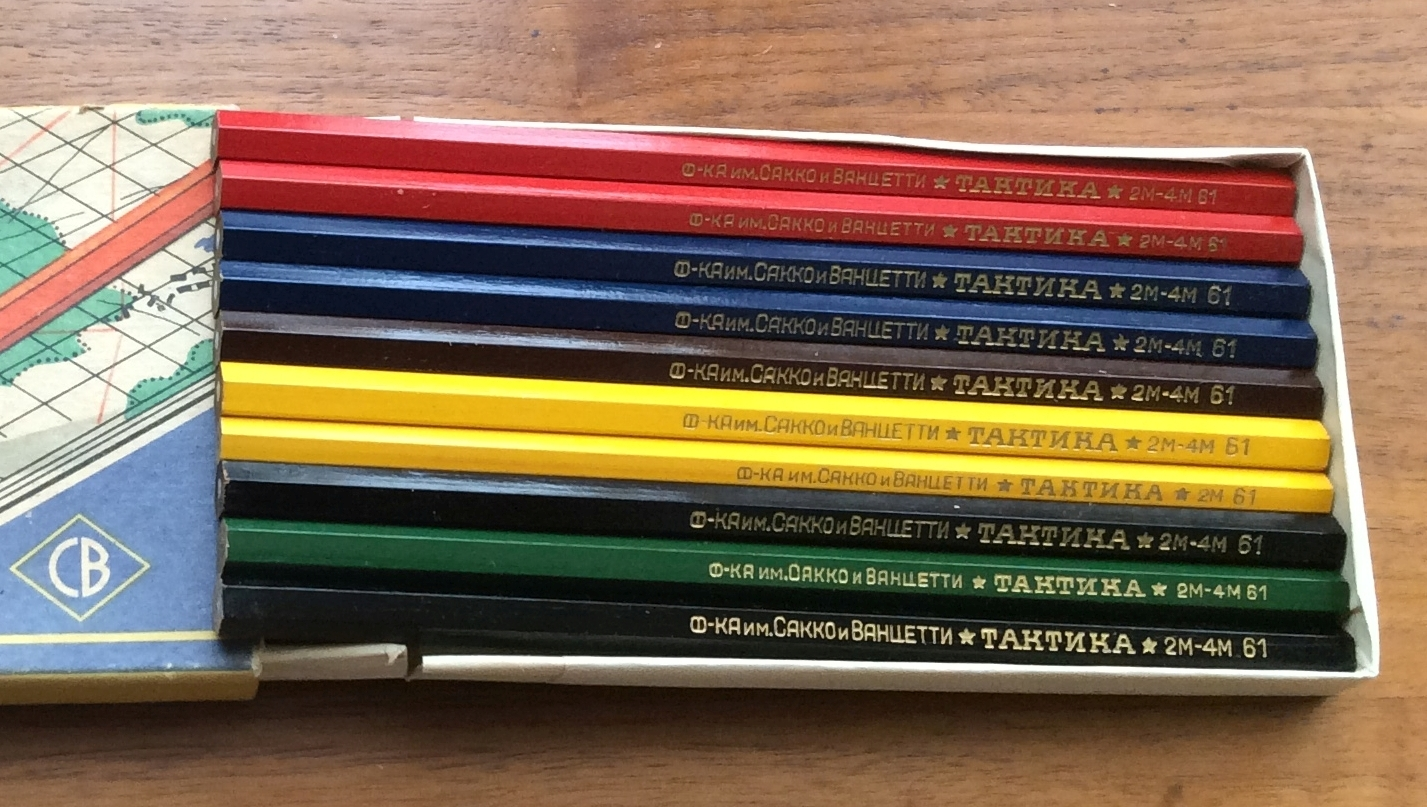
Набор карандашей производства московской фабрики имени Сакко и Ванцетти, 1961 год

Хотя обвиняемые были анархистами, против которых в СССР как раз во второй половине 1920-х годов начались репрессивные акции, это не препятствовало поддержке Союзом Сакко и Ванцетти как несправедливо обвиняемых пролетариев, революционеров и прогрессивных деятелей, а после их казни — публикации мемуаров и документов о них. Их именем были названы: Московский завод пишущих принадлежностей, фабрика в Сталинграде, одни из первых пароходов советской постройки «Сакко» и «Ванцетти», село в Соледарской городской общине Бахмутского района Донецкой области, а также улицы во многих городах СССР (см. Улица Сакко и Ванцетти).
Владимир Маяковский в очерке «Моё открытие Америки» писал: «Сынки чикагских миллионеров убивают детей (дело Лёба и компании) из любопытства, суд находит их ненормальными, сохраняет их драгоценную жизнь, и „ненормальные“ живут заведующими тюремных библиотек, восхищая сотюремников изящными философскими сочинениями. Защитники рабочего класса (дело Ванцетти и других товарищей) приговариваются к смерти — и целые комитеты, организованные для их спасения, пока не в силах заставить губернатора штата отменить приговор».

## В литературе
На русском языке выходили книги:
- Кулышев Юрий Александрович Сакко и Ванцетти. — М. Госполитиздат, 1963;
- Лайонс Ю. Жизнь и смерть Сакко и Ванцетти. Пер. с англ. — М. — Л., 1929;
- Вальтон Э. Т. Дело Сакко и Ванцетти. — М. — Л., 1927;
- Джаугин Г. Л. и Морган Э. М. Наследие Сакко и Ванцетти. Пер. с англ. — М., 1959.

Также делу Сакко и Ванцетти уделяет много внимания Курт Воннегут в своём романе «Рецидивист».
У Константина Симонова существует стихотворение «Улица Сакко и Ванцетти».
Также Сакко и Ванцетти посвящена песня «Marche de Sacco et Vanzetti», слова которой написал Жорж Мустаки, музыку — Эннио Морриконе. Песню исполняла, в частности, Мирей Матьё.
В 1971 году был снят фильм «Сакко и Ванцетти».
Дело Сакко и Ванцетти и их казнь упоминается в романе «Голоса летнего дня» писателя Ирвина Шоу.
Упоминаются в романе Марио Пьюзо «Омерта» — «Йель, впрочем, согласился взять деньги при условии, что общежитие назовут в честь Сакко и Ванцетти…»